# Хачиян, Леонид Генрихович
Леонид Генрихович Хачиян (арм. Լեոնիդ Գենրիխովիչ Խաչիյան; 3 мая 1952, Ленинград — 29 апреля 2005, штат Нью-Джерси, США) — советский и американский учёный-математик.

## Биография
Дед Хачияна жил в Карабахе. В возрасте 9 лет он вместе с родителями переехал в Москву. В 1974 году окончил Московский физико-технический институт, факультет управления и прикладной математики.
В 1978 году защитил кандидатскую диссертацию, а в 1984 — докторскую, обе — в Вычислительном Центре Академии Наук СССР.
Работал в Вычислительном Центре АН СССР и Московском Физико-Техническом институте.
Л. Г. Хачиян был первым, кто предложил полиномиальный алгоритм для решения задач линейного программирования — вариацию метода эллипсоидов.
Несмотря на то, что алгоритм оказался непригодным для практических вычислений из-за высокой степени многочлена, оценивающего время его работы, результат Хачияна имеет большое теоретическое значение.
Кроме того, этот результат дал толчок к интенсивному поиску новых практических алгоритмов для решения задач линейного программирования.
В 1982 году Л. Г. Хачияну была присуждена Премия Фалкерсона за выдающиеся работы в области дискретной математики.
С 1989 года жил и работал в США. В 1989 году занимал должность приглашённого профессора в Корнеллском университете. С 1990 года до конца жизни работал в Ратгерском университете.
В США Хачиян продолжал исследования по некоторым своим старым темам, как, например, по сложности вписанного эллипсоида максимального объёма, а также вёл исследования по новым направлениям. Вместе с Bahman Kalantari он написал несколько статей по проблемам матричного масштабирования и балансировки нагрузки.
В июне 2008 года специальный выпуск журнала «Дискретная прикладная математика» был посвящён памяти Л. Г. Хачияна:
Discrete Applied Mathematics, Volume 156, Issue 11